# Вербівка (Голованівський район)
Вербі́вка — село в Україні, у Підвисоцькій сільській громаді Голованівського району Кіровоградської області. Населення становить 102 особи.

## Населення
Згідно з переписом УРСР 1989 року чисельність наявного населення села становила 130 осіб, з яких 63 чоловіки та 67 жінок.
За переписом населення України 2001 року в селі мешкали 102 особи.

### Мова
Розподіл населення за рідною мовою за даними перепису 2001 року:
| Мова       | Відсоток |
| ---------- | -------- |
| українська | 97,06 %  |
| російська  | 2,94 %   |